# Język ogólny
Język ogólny (lub język powszechny) – zespół środków językowych (leksykalnych, gramatycznych, stylistycznych) rozumianych i akceptowanych przez ogół użytkowników języka. Pojęcie to może być rozumiane na różne sposoby: bywa przeciwstawiane dialektom – i odnoszone do odmian ogólnonarodowych (języków standardowych) – bądź odmianom środowiskowym lub fachowym. W obiegu naukowym funkcjonuje kilka bardziej precyzyjnych ujęć tego terminu, wypracowanych na gruncie różnych tradycji lingwistycznych.

## Znaczenie
Na gruncie polskiej lingwistyki pod pojęciem języka ogólnego (czy też ogólnonarodowego) rozumie się taką formę egzystencji języka, która służy jako ponaddialektalny (ponadgwarowy) środek porozumiewawczy. Stoi ona zatem w opozycji do dialektów i gwar (odmian niestandardowych, ograniczonych geograficznie i społecznie). Cechuje się wysokim wypracowaniem funkcjonalnym (zróżnicowaniem stylistycznym i zastosowaniem we wszelkich obszarach życia publicznego), a także podległością autorytatywnej kodyfikacji. Odmiana ogólna polszczyzny funkcjonuje zarówno w postaci pisanej, jak też ustnej i jest znana praktycznie wszystkim użytkownikom języka (a większość społeczeństwa posługuje się nią na co dzień). Stanowi odmianę prestiżową i kulturalną, która nie jest postrzegana jako dialekt. W takim rozumieniu język ogólny można utożsamić z językiem standardowym. Istnieją jednak pewne różnice semantyczne między tymi nazwami, przynajmniej na poziomie ich budowy: określeniu „język standardowy” da się przypisać związek z kryterium jakości języka i podległości normom; z kolei termin „język ogólny” nawiązuje do zasięgu tej odmiany językowej. Dodatkowo w językoznawstwie polskim termin „standardowy” występuje też w innym, bliżej niepowiązanym znaczeniu: „nienacechowany; nieoryginalny lub przeciętny”.
Język ogólny można także rozumieć węziej, tj. jako odmianę normatywno-szkolną, model właściwy dla edukacji i normatywnego podejścia do języka. Chodzi o standard postulowany, wyrażający to, jak powinno się mówić, a nie to, jak rzeczywiście się mówi. W takim ujęciu język ogólny jest przeciwstawiany ściślej tym odmianom lokalnym i środowiskowym, które znajdują się na „obrzeżach języka ogólnego” – i w dużej mierze czerpią z jego zasobów (w zakresie gramatyki i podstawowej leksyki), lecz odróżniają się od języka ogólnonarodowego sensu stricto.
Termin „język ogólny” na gruncie polskim wprowadził Zenon Klemensiewicz, z czasem zaczął on wypierać starsze określenie „język literacki”. Klemensiewicz proponował stosowanie nazwy „język literacki” na oznaczenie pisanej formy języka ogólnego, a nazwy „dialekt kulturalny” na określenie formy ustnej; rozróżnienie to jednak się nie przyjęło. Inną nieprzyjętą propozycją stało się określenie „wspólny”.
W języku niemieckim występują terminy Gemeinsprache i Einheitssprache, a w języku francuskim mówi się o langue commune. Podobnie w języku rosyjskim spotyka się analogiczny termin – общенациональный язык (obszczenacyonalnyj jazyk). W języku fińskim termin yleiskieli („język ogólny”) również określa język standardowy. Na gruncie indonezyjskim używa się sformułowania bahasa umum. W Japonii przyjęły się bliskoznaczne określenia: kyōtsūgo (共通語, „język ogólny, wspólny”) i hyōjungo (標準語, „język standardowy”); oba terminy często funkcjonują wymiennie, przy czym pierwotnie nazwę kyōtsūgo nadano odmianie japońskiego z Shirakawy (prefektura Fukushima), jedynie zbliżonej do języka standardowego, ale niebędącej też dialektem tradycyjnym.

## Inne znaczenia
W piśmiennictwie językoznawczym można również spotkać dwa alternatywne rozumienia terminu „język ogólny”:
- odmiana języka służąca jako wspólny, supradialektalny środek komunikacji w obrębie szerszego terytorium, niekoniecznie równoważna ze skodyfikowanym standardem lub wręcz występująca poza jego ramy (np. interdialekt ogólnoczeski, zwany m.in. „nieliterackim językiem ogólnym”)[16][17]; niemiecki termin Gemeinsprache może określać odmianę, który służy jako powszechny środek komunikacji, ale jest pozbawiona formy pisanej i nie została jeszcze przyjęta jako standard narodowy[18];
- w badaniach nad językami specjalistycznymi język ogólny (Gemeinsprache) stoi w opozycji do języka specjalistycznego[19][20]; bywa także odróżniany od języka literatury[21], prozy artystycznej czy poezji[20].